# Rollin’ Rock
Rollin’ Rock ist ein Musiklabel für Rockabilly und Rock ’n’ Roll. Es machte sich vor allem durch zahlreiche Neuaufnahmen originaler Rockabilly Interpreten in den 1980er Jahren einen Namen.

## Geschichte
Das Label wurde 1970 von Ronny Weiser zunächst als Rockabilly-Fanzine gegründet. Im Laufe der Jahre entwickelte es sich zu einem vollwertigen Plattenlabel.
Im Jahr 1971 begann Rollin’ Rock mit der Neuauflage von Aufnahmen der 1950er Jahre und veröffentlichte schließlich ab 1974 neue Aufnahmen von Künstlern der 1950er-Jahre wie Ray Campi, Mac Curtis, Gene Vincent und Alvis Wayne, Charlie Feathers, Johnny Carroll, Narvel Felts und zeitgenössischen Rockabilly-Künstlern wie The Blasters.
1977 veranstaltete Weiser mit Campi und Curtis eine Tour durch England und begeisterte damit eine völlig neue Generation für diesen Musikstil.
Quentin Tarantino verwendete den Rollin’-Rock-Song That Certain Female von Charlie Feathers in seinem Film Kill Bill – Volume 1.

2013 verwende VISA/NFL den gleichen Titel in einem US-TV Spot.
Vor dem jährlich in Las Vegas stattfindenden Rock-’n’-Roll-Weekender veranstaltet das Label regelmäßig ein Meet & Greet mit seinen Stars.

## Bekannte Künstler (Auswahl)
Folgende Künstler stehen oder standen bei Rollin’ Rock unter Vertrag:
- Ray Campi
- Johnny Legend
- Rip Masters
- Pat Cupp
- Whitey Pullen
- Mac Curtis
- Colin Winski
- Bob Luman
- Alvis Wayne
- Tony Conn
- The Blasters
- Johnny Carroll